# Mihai Olteanu (fost fotbalist)
Mihai Olteanu este un fost jucător român de fotbal a activat ca fundaș. A făcut parte din echipa cu care CSU Galați, atunci în divizia B, a reușit performanța de a ajunge în finala Cupei României în anul 1976. În 1991 era antrenor secund la Oțelul Galați.

## Activitate ca jucător
- Oțelul Galați (1968-1971)
- SUT Galați (1971-1972)
- Constructorul Galați (1972-1975)
- CSU Galați (1975-1978)